# ライリー・カルバー
ライリー・カルバー（Riley Culver、1994年7月6日 - ）は、カナダ・ブリティッシュコロンビア州バンクーバー出身のフリースキーヤー。2015年からカナダのナショナルチームに所属している。種目は主にスロープスタイルとハーフパイプ。スキー板はHEADを使用している。

## 生い立ち
最終学歴は高校卒業。スキーを始めた頃はレーシングスキーの練習していた。よく滑るスキー場のフリースタイルスキーのコーチが両親にレーシングよりもフリースタイルスキーを薦め、15歳の時にレーシングからフリースタイルに転向した。
趣味はアウトドアでのスポーツ。好きな食べ物はチキン。
若いアスリートに向けて「You can't accomplish anything without trying it. (努力なくして成功なし。)」と述べている。。

## 戦歴
2015年3月にスイスで開催されたThe Sony SnowCrownではスロープスタイル種目でフランスのジェレミー・パンクラスや同じカナダ出身のノア・モリソンらを抑え1位。
2015年4月にカナダのウィスラーで開催されたAFP World Tour Finalsではビッグエアー種目で7位。
2015年12月にアメリカのコロラド州で開催されるDew Tourスロープスタイル種目への出場が決定している。

## スポンサー
- Head
- TMC Freeriderz
- Swany Gloves
- BeaverWax
- Wise Outerwear